# Bowthorpe
Bowthorpe är en ort i distriktet Norwich i Storbritannien. Den ligger i grevskapet Norfolk och riksdelen England, i den sydöstra delen av landet, 150 km nordost om huvudstaden London. Bowthorpe ligger 26 meter över havet och antalet invånare är 20 000. Bowthorpe var en civil parish fram till 1935 när blev den en del av Costessey. Civil parish hade 44 invånare år 1931. Byn nämndes i Domedagsboken (Domesday Book) år 1086, och kallades då Bo(w)ethorp.
Terrängen runt Bowthorpe är platt. Runt Bowthorpe är det ganska tätbefolkat, med 124 invånare per kvadratkilometer. Närmaste större samhälle är Norwich, 5,5 km öster om Bowthorpe. Trakten runt Bowthorpe består till största delen av jordbruksmark.